# 偷偷藏不住 (小说)
《偷偷藏不住》是由《奶油味暗恋》的作家竹已连载于晋江文学城的现代言情小说，2020年4月由青岛出版社出版。《偷偷藏不住2》则由九州出版社出版。

## 内容
“暗恋，是一个名字，
是一个要偷偷藏起来，
对自己卻藏不住的……
名字。”
少女桑稚自13岁起就一直暗恋着腹黑青年兼哥哥的朋友段嘉许，最终双向奔赴，得偿所愿的爱情故事。

### 实体书
| 章节     | 标题                 |
| -------- | -------------------- |
| 第一章   | 中了招               |
| 第二章   | 先让哥哥盛一碗       |
| 第三章   | 我家小孩             |
| 第四章   | 梦想                 |
| 第五章   | 我会长大的           |
| 第六章   | 想当一个畜生         |
| 第七章   | 男狐狸精             |
| 第八章   | 我能追你了吗         |
| 第九章   | 教你怎么接吻         |
| 第十章   | 我也是第一次         |
| 第十一章 | 他追的我             |
| 第十二章 | 喊嫂子               |
| 第十三章 | 没觉得你老           |
| 第十四章 | 他叫段jiā xǔ         |
| 第十五章 | 你是我的             |
| 第十六章 | 也把她当成了梦想     |
| 番外一   | 去爱一个人，不顾所有 |
| 番外二   | 带一个小孩的日常     |
| 番外三   | 带两个小孩的日常     |

## 改编

### 广播剧
同名广播剧改编自晋江文学城竹已原著，并由哔哩哔哩旗下的猫耳FM与三糙文化联合出品。2021年2月19日起在猫耳FM全网独播，每周五更新。

### 漫画
同名漫画于2021年6月29日起在快看漫画独家连载。
- 作者：竹已（原著）、橘枳（主笔）、郭晓（编剧）

### 漫剧
同名改编视频漫剧则于2021年7月14日在快看漫画播出，每周周晚四18:00更新。

#### 制作人员
- 制片人：小泽、小许
- 监制：砾小曼、宫崎
- 漫画责编：莫莉、林早上
- 导演：长安、发财熊
- 制片统筹：F9映像
- 分镜：长安、piyo、左手
- 音频监制：小狐狸
- 视频制作：长安、piyo、mosquito、煜青、宗会博、田七
- 声音制作：初晴
- 美术处理：发财不头秃、陆文文、初七

#### 角色配音
- 桑稚：浮梦若薇
- 段嘉许：轩ZONE
- 桑延：景向谁依
- 黎萍：李金艳
- 桑荣：半坛醋
- 殷真如：赵爽
- 陈明旭：北炎
- 钱飞：梁晓强
- 陈骏文：孙路路
- 傅正初：顾辰
- 傅姐姐：KOKO殿
- 女老师：陈梅君

### 电视剧
同名电视剧由赵露思、陈哲远领衔主演，马伯骞主演，曾黎、邱心志特邀主演，于2022年11月14日杀青，于2023年6月20日在优酷首播。

## 姊妹篇
《难哄》为《偷偷藏不住》的姊妹篇。内容主要讲述了女主桑稚的哥哥桑延和温以凡在机缘巧合下，过上合租生活，并收获的爱情故事。2020年12月，由江苏凤凰文艺出版社出版。
2025年2月18日，《难哄》影视化电视剧播出。